# Kedah Open
Die Kedah Open sind ein hochrangiges internationales Badmintonturnier in Malaysia. Sie sind eine der ältesten internationalen Meisterschaften im asiatischen Raum und werden seit 1934 ausgetragen. Ausrichter ist die Kedah Badminton Association. Mit der Eingliederung Kedahs in den gesamt-malaysischen Badmintonverband und der zunehmenden Globalisierung und Kommerzialisierung des Badmintonsports verloren die Titelkämpfe an internationaler Bedeutung.

## Sieger
| Saison | Herreneinzel     | Dameneinzel         | Herrendoppel                  | Damendoppel                        | Mixed                         |
| ------ | ---------------- | ------------------- | ----------------------------- | ---------------------------------- | ----------------------------- |
| 1934   |                  | Chan Mee Yong       |                               |                                    |                               |
| 1935   | Wong Wei Kee     | Chan Mee Yong       | Wong Wei Kee Liew Ah Sit      | nicht ausgetragen                  | Wong Wei Kee Chan Mee Yong    |
| 1963   | Zaibidi Ismail   | Teoh Siew Yong      |                               |                                    |                               |
| 1964   | Zaibidi Ismail   | Teoh Siew Yong      |                               |                                    |                               |
| 1965   | Zaibidi Ismail   | Teoh Siew Yong      |                               |                                    |                               |
| 1966   | Zaibidi Ismail   | Teoh Siew Yong      |                               |                                    |                               |
| 1967   | Zaibidi Ismail   | Teoh Siew Yong      | Zaibidi Ismail Mohamed Omar   | Teoh Siew Yong Rosalind Singha Ang | Zaibidi Ismail Teoh Siew Yong |
| 2007   | Lee Chong Wei    | Julia Wong Pei Xian | Koo Kien Keat Tan Boon Heong  | Fong Chew Yen Mooi Hing Yau        | Gan Teik Chai Fong Chew Yen   |
| 2010   | Chan Kwong Beng  | Lydia Cheah Li Ya   | Mak Hee Chun Tan Wee Kiong    | Goh Liu Ying Lim Yin Loo           | Chan Peng Soon Goh Liu Ying   |
| 2011   | Arif Abdul Latif | Lydia Cheah Li Ya   | Hoon Thien How Tan Boon Heong | Chin Eei Hui Goh Liu Ying          | Fairuzizuan Tazari Ng Hui Lin |
| 2013   | Chong Wei Feng   | Sonia Cheah Su Ya   | Goh V Shem Lim Khim Wah       | Lee Meng Yean Lim Yin Loo          | Tan Aik Quan Goh Liu Ying     |